# Ruin My Life (Simple Plan)
Ruin My Life è un singolo dei Simple Plan in collaborazione con Deryck Whibley dei Sum 41, pubblicato il 18 febbraio 2022.

## Video musicale
Il video ufficiale del brano, diretto da Jensen Noen, è stato pubblicato il 18 febbraio 2022.

## Tracce
Testi e musiche di Chris Greatti, Chuck Comeau, Pierre Bouvier, Zakk Cervini.
1. Ruin My Life (feat. Deryck Whibley) – 3:19

## Formazione
- Pierre Bouvier – voce, cori
- Jeff Stinco – chitarra solista
- Sébastien Lefebvre – chitarra ritmica, voce, cori
- Chuck Comeau – batteria

Altri musicisti
- Deryck Whibley – voce